# Loi 86
Pour les articles homonymes, voir Loi modifiant la Charte de la langue française.
La Loi modifiant la Charte de la langue française (appelée « loi 86 ») est une loi modificatrice québécoise, présentée par le gouvernement Bourassa, qui a modifié la Charte de la langue française de façon à instaurer le principe de l'affichage bilingue avec prédominance du français dans les lieux publics. Elle a remplacé la loi 178.
La Loi 86 a été adoptée par l'Assemblée nationale le 17 juin 1993 pour une entrée en vigueur le 22 décembre 1993, soit 5 ans exactement après l'entrée en vigueur de la Loi 178.

## Parcours législatif
Le projet de loi 86 est adopté par 69 voix contre 27 le 17 juin 1993. Les membres du Parti québécois et du Parti égalité rejettent le projet de loi, tout comme un député du Parti libéral (Jean-Guy St-Roch, député de Drummond).
| Parti | Parti           | Pour | Contre | Abstention | Absent |
| ----- | --------------- | ---- | ------ | ---------- | ------ |
|       | Parti libéral   | 69   | 1      | 0          | 17     |
|       | Parti québécois | 0    | 24     | 0          | 8      |
|       | Parti égalité   | 0    | 2      | 0          | 1      |
|       | Indépendants    | 0    | 0      | 0          | 1      |
| Total | Total           | 69   | 27     | 0          | 27     |